# Tratado de Tartu (Finlandia-Rusia)

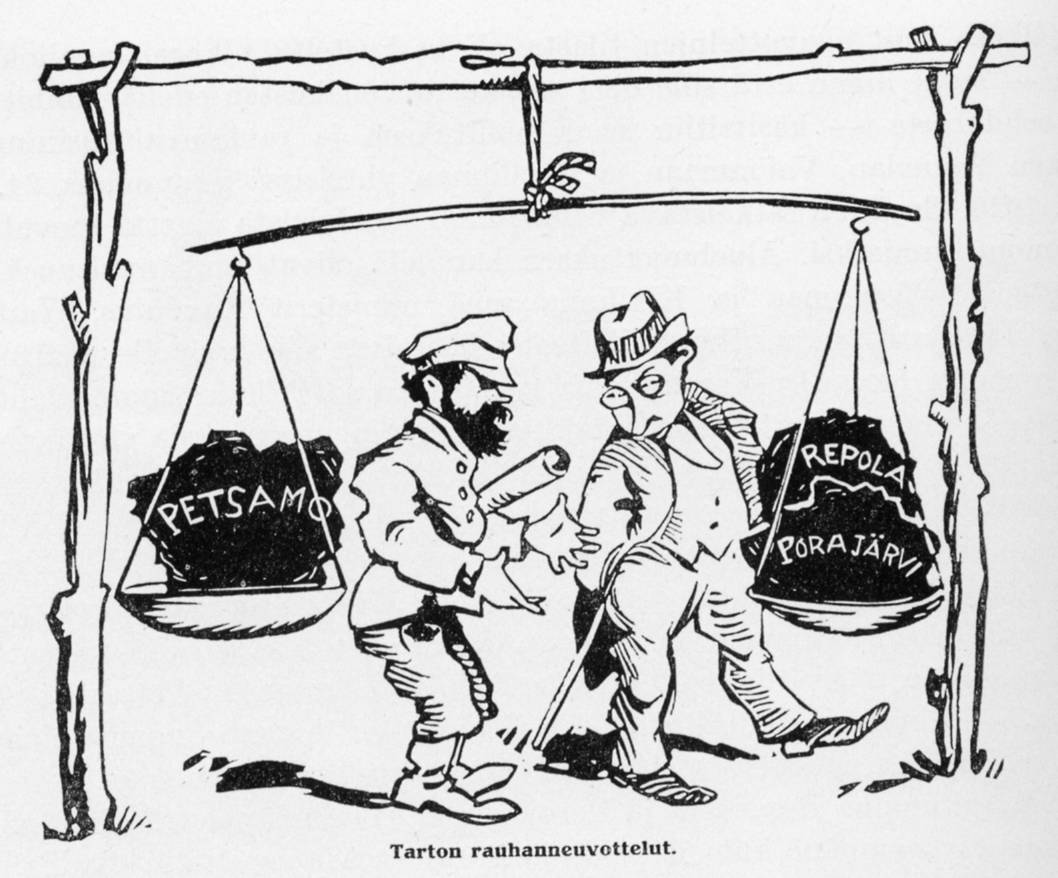
Una caricatura publicada en la revista Kurikka el 30 de septiembre de 1920, muestra el precio del corredor finlandés al océano Ártico por Petsamo siendo pagado por las regiones de Repola y Porajärvi.

El Tratado de Tartu (Idioma ruso: Тартуский мирный договор, Idioma finés: Tarton rauha) entre Finlandia y la Rusia soviética fue firmado el 14 de octubre de 1920 después de unas negociaciones que duraron cuatro meses. El tratado confirmó los límites fronterizos entre Finlandia y Rusia después de la guerra civil finlandesa y las Heimosodat.
El tratado confirmó que la frontera fino-soviética sería la antigua frontera entre el autónomo Gran Ducado de Finlandia y la Rusia imperial. Además Finlandia recibió Petsamo, con su puerto libre de hielos en el océano Ártico. Ya en 1864 el zar Alejandro II de Rusia había prometido Petsamo a Finlandia como intercambio por un trozo del istmo de Karelia. Finlandia también estuvo de acuerdo en salir de las zonas ocupadas de Repola (se había unido a Finlandia durante la Expedición Viena) y Porajärvi (se había unido a Finlandia durante la expedición Aunus en Karelia este). El tratado también tenía otros artículos, incluyendo garantía soviética a libre navegación de barcos mercantes desde los puertos finlandeses del lago Ladoga (Laatokka en finés) al golfo de Finlandia por el río Neva. Finlandia garantizó tránsito terrestre de la Unión Soviética a Noruega por el área de Petsamo. Además Finlandia aceptó desarmar las fortalezas costeras en Ino, enfrente de la ciudad soviética de Kronstadt en la isla de Kotlin. Las islas exteriores finlandesas en el golfo de Finlandia fueron desmilitarizadas.
El tratado fue roto por la Unión Soviética en 1939 cuando empezó la guerra de Invierno.

## Consecuencias para la política finlandesa
Después de que Finlandia se declarara Estado soberano y tras el Tratado de Tartu, todavía quedaba un dilema importante por responder, la dirección que tomaría la política finlandesa hacia la recién nacida Unión Soviética. Una de las opciones era unirse a aquellos Estados que practicaban una política exterior antirrusa, en este caso los Estados fronterizos. La otra opción era preservar una política neutral hacia la Unión Soviética, aun así Finlandia eligió la primera opción, manteniéndose cerca de sus Estados vecinos que compartían la misma política antirrusa. Además, el país del norte intentó crear relaciones diplomáticas más estrechas con los Estados occidentales que compartían fronteras con la URSS. Al mirar esto desde un punto de vista realista, se nota cómo Finlandia buscó la seguridad con la ayuda de alianzas con otros Estados antirrusos, y no hace falta decirlo, para preservar su soberanía, que de hecho todavía estaba en peligro.
Durante toda la década de 1920, la política exterior finlandesa adoptó una orientación defensiva antirrusa, ya que la principal amenaza para la seguridad nacional de Finlandia y los Estados vecinos era, naturalmente, la Unión Soviética. Un intento de remediar este dilema de seguridad fue una alianza militar con Estonia, Letonia y Polonia. En marzo de 1922 en Varsovia, el ministro de Relaciones Exteriores Rudolf Holsti estaba ansioso por incorporar a Finlandia al bloque militar, sin embargo, esto no tuvo éxito después de largas discusiones en el Parlamento finlandés, por lo que se negó a ratificar el acuerdo. Además, los finlandeses no confiaban en los polacos, además de eso deploraban el conflicto polaco-lituano, considerando la alianza báltico-polaca una amenaza directa a la seguridad de la región, sacando así una integración militar regional de las posibles soluciones para este dilema de seguridad. Huelga decir que Finlandia estaba desesperada por tomar cualquier tipo de medida para que el Estado y sus habitantes siguieran siendo soberanos o al menos pasaran de largo en caso de que surgiera un nuevo conflicto en la región. En general, el logro de una seguridad regional estable y el mayor desarrollo del nuevo Estado soberano eran los principales intereses de la política finlandesa en ese momento.

## Delegación finlandesa
- Juho Kusti Paasikivi, líder
- Juho Vennola
- Alexander Frey
- Rudolf Walden
- Väinö Tanner
- Väinö Voionmaa
- Väinö Kivilinna

## Delegación soviética
- Jan Antonivich Berzin
- Platon Kerzhentsev
- Nikolai Tijmenyev
- Alexandr Samoylo
- Yevgeni Berens